# Пессе
Пессе (нід. Pesse) — село в нідерландській провінції Дренте. Входить до муніципалітету Гогевен.
Його площа становить 21,24 км², а населення станом на 2021 рік складало 1 840 осіб.
Перша згадка про населений пункт датується 1217 роком.
Відомо тим, що у 1955 р. на території села у болотистому ґрунті було знайдено найдавніший в Європі човен у світі — каное з Пессе, що датується 8040—7510 роками до н. е.